# 8399 Wakamatsu
8399 Wakamatsu è un asteroide della fascia principale. Scoperto nel 1994, presenta un'orbita caratterizzata da un semiasse maggiore pari a 2,4306409 UA e da un'eccentricità di 0,1234338, inclinata di 1,18350° rispetto all'eclittica.
Il nome è un omaggio all'astronomo giapponese Ken-ichi Wakamatsu, professore all'Università di Gifu.